# Plectocomia dransfieldiana
Plectocomia dransfieldiana är en enhjärtbladig växtart som beskrevs av Madulid. Plectocomia dransfieldiana ingår i släktet Plectocomia och familjen Arecaceae. Inga underarter finns listade i Catalogue of Life.